# رياض النعماني
رياض النعماني هو شاعر عراقي من قضاء النعمانية في محافظة واسط ولد عام 1951. كتب الشعر بالعامية والفصحى. لحن ملحنون عديدون قصائد له مثل حميد البصري وطالب غالي وطه حسين وسامي كمال وسرور ماجد وجعفر الخفاف وطالب القرغولي وكوكب حمزة وأيمن زرقان وكمال حميد وسميح شقير وجمال كريم وفلاح صبار وحيدر محسن. كما أصبحت العديد من قصائده أغاني مشهورة مثل لصبغ هدومي لسعدون جابر وأيضاً لسعدون جابر أغنية يوم الما شوفك ما اريد عيوني فضلا عن فؤاد سالم وياس خضر أغنية هلا يمكحل كحلين وآخرون.

## حياته
أنهى رياض النعماني الدراسة الاعدادية عام 1969 وتخرج من أكاديمية الفنون الجميلة قسم المسرح في بدايات السبعينات. هاجر من العراق عام 1978 متنقلاً بين بيروت ودمشق ومن ثم الى الدنمارك، كوبنهاغن ليستقر فيها مغتربا وقد عبر عن خروجه: "لم أخرج من العراق فقيراً، وقد خرجت لأن الحياة صارت لا تطاق". بعيدًا عن الشعر، كان لرياض النعماني اهتماماتٌ بالموسيقى والفنون التشكيلية. فقد لحن قصائد غناها مطربون كبار مثل فؤاد سالم وياس خضر على الرغمِ من كونه ليس ملحنًا محترفًا.

## مسيرته الشعرية
بينما كان رياض النعماني في مرحلة الدراسة الاعدادية توجه للشعر من خلال استماعه للإذاعة. ثم درس النعماني في اكاديمية الفنون الجميلة التي أضافت المزيد لموهبته الشعرية.
تتميز قصائده بانسيابيتها واتباعها للتقاليد المعروفة للقصيدة الشعبية، التي تعج بالهموم ومرارة الغربة، سواء كانت داخلية أو خارجية. يُعتبر من الشعراء المجددين في البناء أو المعنى.
كان للشاعر مظفر النواب دورٌ مؤثر في حياةِ رياض النعماني. وصفه النعماني بالصديقِ النبيل الذي يُصغي لأبنائِه الشعريين بتواضع. سأل عن مظفر النواب "أي قصيدة لمظفر تتمنى لو كنت من كتبها" فأجاب: "كل قصائد مظفر".
له دواوين عديدة منها إمام الورد، ومقام الفيروز.
من قصائده "گد.. ماعطر" التي قال فيها:
أمشي.. وجني ممحي من الملذّه
وجني امشي اثنين
أمشي ابين غصنين
ووردتين
وندايين
وطراوه اتشيلني
واخرى تهدني بعرس شالات
وأغاني و ونهر يمشي بنهر ..ويروح ليوين ابغنج
اتمرجح...
ودربي اهناك يشرد , مره يگرب
مره مدري ويامن ايسولف...ولنّه الورد كله ايطل
على دربي ويسد باقي الدرابين
اتمرجح .. وگلبي بنجمه مشدود
وقال أيضاً:
مثل الآه ...
خصرك ناحل ... وكلش طويل
إشكثر ... مثل الآه
إي والله ...
وألله ...
اللي تعب بي جم سنه وسوّاه
من شافه بهت
ومن الفرح ، مجنون صاح :
إشكد حلو هذا الخصر .... ألله ... يا ألله !!!!!
وقال بالفصحى في ديوانه مقام الفيروز:
خارج على سلطة النص
خارج من جملة الحد الى المطلق
في الذرى التي تواجه اللاشيء والأبد
نحو الضراوة في العشقي
والرذاذ
والسوسنة الصاعدة الى السرة
ثم أعلى فأعلى الى مرآة الخاصرة الغارقة بالرياث ومفارق النسيم
أعلى من الصعود فأعلى
حتى ذرى الغدير الصغير بين الجنتين الضائعتين